# بطولة تونس لألعاب القوى 1984
بطولة تونس لألعاب القوى 1984 هو الدورة 29 من بطولة تونس لألعاب القوى.

فاز بهذا الموسم الزيتونة الرياضية.

## روابط خارجية
- الموقع الرسمي للجامعة التونسية لألعاب القوى.